# Vlastimil Vlček
Vlastimil Vlček (* 16. října 1956) je bývalý český politik, v 90. letech 20. století poslanec České národní rady a Poslanecké sněmovny za ODS.

## Biografie
Ve volbách v roce 1992 byl zvolen do České národní rady za ODS (volební obvod Jihomoravský kraj). Zasedal v hospodářském výboru. Od vzniku samostatné České republiky v lednu 1993 byla ČNR transformována na Poslaneckou sněmovnu Parlamentu České republiky. Zde zasedal do voleb v roce 1996. V primárkách ODS před volbami roku 1996 byl zařazen až na 17., nevolitelné místo její jihomoravské kandidátní listiny.
V komunálních volbách roku 2006 kandidoval neúspěšně za ODS do zastupitelstva města Vyškov. Profesně uvádí jako pracovník Hospodářské komory České republiky.